# Guðlaugur Kristinn Óttarsson
Guðlaugur Kristinn Óttarsson (Reikiavik, Islandia, 11 de diciembre de 1954) es un guitarrista que ha sido miembro de importantes bandas islandesas, ha realizado colaboraciones, y ha tenido una carrera como solista. También es especialista en matemáticas, inventor e ingeniero politécnico en práctica, conferencista y ha sido autor de varios escritos científicos.

## Infancia: primer contacto con la ciencia y la música
Hijo de la diplomática Elín Sólveig Benediktsdóttir (1937), y Óttar Hermann Guðlaugsson (1931-1991), orfebre de plata; Guðlaugur Kristinn Óttarsson (también conocido como “Gulli”, “Guð Krist” o “Godkrist”, “The Third Ear” (“El Tercer Oído”), “GodBles” o simplemente GKÓ), estuvo desde pequeño en contacto de la técnica y la ciencia gracias al taller de orfebrería de su abuelo paterno, Guðlaugur Magnússon (1903-1953), Erna Ltd., ubicado al lado de su casa.

Su carrera musical la empezó también a una edad temprana: su abuelo paterno había tocado la trompeta, y participado en diferentes bandas de instrumentos de viento, clásicas y de jazz en las décadas de 1920/30 y los 40, por lo que en 1961 cuando tenía 6 años de edad comenzó a cantar y se presentó en la Radio de Islandia.

Guðlaugur aprovechó el hecho de que la música es enseñada en Islandia en todos los niveles de la educación elemental para construir su primer instrumento de cuerdas cuando solo tenía 10 años y recién a los 11 obtuvo su primera guitarra.

## Trabajos y estudios
Su primer trabajo lo tuvo a los 7 años de edad reparando y realizando el mantenimiento de juguetes en un centro de cuidado infantil. Como un niño adelantado a su tiempo, tuvo su primer laboratorio privado a la edad de 9 y estudió cosmología cuando tenía 11 años, radio desde los 12 y física desde los 14 años. Desde los 9 a los 15 años trabajó durante siete veranos en un campo de un campesino herrero y electricista que construía varias plantas hidroeléctricas en la costa sudeste de Islandia. De esta manera, comenzó en la electricidad y el trabajo técnico combinándolos con las tareas del campo.

Desde los 13 hasta los 15 años se desempeñó como asistente del laboratorio de física de la preparatoria y a partir de los 16 años empezó a trabajar con instrumentos sísmicos y como electricista hasta los 20 años de edad, cuando entró a la universidad donde se desempeñó como asistente del profesor de matemáticas y más tarde como tutor de informática.

En 1981 y con 27 años, se graduó de la universidad y se dedicó a la enseñanza general, tutoría en ciencias y educación tecnológica. A partir de 1987 empezó a trabajar en corporaciones como especialista de software y hardware, y en 1991 para el gobierno islandés en áreas muy diversas: seguridad, codificación, navegación y rescate hasta 1999, cuando empezó a trabajar independientemente como inventor, conferencista, y autor de varios estudios.

Desde el principio, Guðlaugur fue combinando las investigaciones científicas con su carrera musical, por lo tanto su vida puede dividirse en dos áreas: carrera científica y musical.

## Carrera científica
Graduado de la Preparatoria de Laugarvatn con especialización en matemáticas y física, en 1975 Guðlaugur se inscribió en la División Politécnica de la Universidad de Islandia donde estudió matemáticas, física, informática e ingeniería eléctrica hasta graduarse en 1981.
Su trabajo se destaca por ser bastante amplio, abarcando áreas de aplicación muy diversas: por más de 30 años ha trabajado en temas relacionados con la física e ingeniería con especial énfasis en ingeniería electro-física. Desde joven ha estado compenetrado en la electricidad, sonido e iluminación.

Ha diseñado equipos de electricidad y dispositivos electrónicos para una amplia gama de aplicaciones, por ejemplo en varios estudios de grabación, dispositivos de abastecimiento para instrumentos musicales, sistemas de comunicación submarinos, software y algoritmos para navegación, ha inventado generadores geo- y helio-termoeléctricos de alta frecuencia y sistemas de enfriamiento para componentes optoelectrónicos con termoelectricidad, entre otras cosas. Además, ha escrito un importante número de trabajos publicados en ediciones internacionales y conferencias.

### Inventos
Su primera creación fue en 1973 y fue una matriz múltiplex para efectos de guitarra, con la que proponía terminar con las dificultades en la interconexión de los efectos de sonido de guitarra ya que de acuerdo a las diferentes permutaciones los resultados eran distintos. Al crear una matriz múltiplex programable de hasta 8 efectos, esta los ubicaría en cualquier combinación, ya sea en serie o en paralelo.

Seguidamente trabajó en dispositivos para la amplificación de instrumentos musicales cuando su profesor de física de la preparatoria le asignó un proyecto de investigación. El tema elegido fue la amplificación de sonidos extremadamente bajos. Para ello se basó en los principios de Shannon y Nyquist con el agregado del diseño de circuitos y transistores, logrando cancelar los ruidos al conectar varios dispositivos de amplificación en paralelo.
En 1975 en el ámbito de la informática, trabajó en un software especial para IBM 1620 para composición y arreglo, así como también con transductores electroacústicos para instrumentos musicales.

En 1976 creó un sistema de televisión al que llamó televisión multipantalla. La idea consistía en tener un solo televisor en el hogar el cual era un procesador de recepción y señal que podía operar tantos televisores como se quisiera en diferentes partes de la casa. Nunca fue apto para la producción en masa debido a la peligrosidad de este sistema de distribución de alto voltaje, del cual obtuvo un mayor conocimiento para trabajos posteriores.

Desde 1984 hasta 1991 estuvo trabajando en el servicio y mantenimiento de computadoras Sinclair QL y escribió varias utilidades del sistema operativo para el mercado islandés. Uno de sus trabajos más importantes fue en 1986 cuando creó una consola de traducción multilingüe que permitía al usuario cambiar de idioma mientras estaba usando el equipo. La palabra “consola” fue acuñada para representar la combinación de teclado y pantalla.

Con este sistema era posible cambiar los controladores del teclado, monitor y el sistema de mensajes de error a cualquiera de los siete idiomas disponibles sin tener que hacer la reiniciación.

Posteriormente, con la experiencia adquirida con este trabajo, se involucró en el área de la navegación y cartografía electrónica.
Siguiendo en 1986, mientras trabajaba en cadenas de teatros y locales de música, inventa un cargador de baterías alcalinas y aunque solicitó fondos para realizar más experimentos, estos fueron negados. Años más tarde, el uso de estos cargadores se convirtió en algo común.
En 1989, a pedido de una galería de arte sueca, creó un artefacto para la restauración de pinturas al óleo. Este mecanismo estaba constituido por una mesa calentada con cables internos controlados mediante un termostato y que sostenía a la pintura en su lugar mediante una bomba de aire. “La razón por la que fui contratado para este diseño era debido al costo astronómico del equipo usado en el Louvre y otras galerías de importancia. A menudo sucede, que se supone que debo abaratar las cosas mediante el diseño inteligente y el uso de la última tecnología”.

Más tarde diseñó un circuito llamado Mark - indicador espacial para bateristas en vivo. Se trataba de un dispositivo que marcaba la diferencia entre dos notas y mostraba los resultados con luces LED. Este dispositivo era útil cuando el músico trabajaba con secuenciadores y ritmos computadorizados; así el baterista podía mantenerse al ritmo de los beats artificiales.

Guðlaugur diseñó una unidad para el baterista Sigtryggur Baldursson que para la época se encontraba tocando en The Sugarcubes.

En 1993 creó un sistema de representación de coordenadas egocéntricas con palabras enteras de tamaño de bits limitado que permitía la compresión de coordinadas geográficas sin la pérdida de precisión.
En 1996 cooperó con la Universidad de Islandia, el Instituto de Investigación Marina (HAFRÓ) y Radíómiðun para crear una base de datos con 10 años de informes de pesca en aguas islandesas clasificados por coordinadas, fechas y pesos de captura. El sistema era complementado con una interfase de software usado para el ingreso de datos y un sistema cartográfico electrónico. Este sistema de predicción permitía al usuario saber donde se ubican los bancos de peces y también se auto-actualizaba a medida que nuevos datos eran ingresados, contribuyendo a determinar los patrones de migración de peces. Presentado en la Exhibición Internacional de Pesca en Islandia, representó un avance en la industria pesquera.
Más tarde diseñó un transmisor acústico submarino que funcionaba bajo el principio del silencio modulado. La información era transmitida del equipo de pesca en las pausas de silencio de una frecuencia determinada. Este dispositivo podía operar por un largo tiempo sin ser recargado gracias a un sintetizador de baja energía que estaba en fase al sistema del reloj. Un mayor desarrollo del transmisor a cargo de VAKI-DNG permitió la creación de un sensor de captura para pesca de arrastre.
Otro trabajo relacionado con este dispositivo fue el sistema de discriminación topológica, que permite determinar si cierta latitud y longitud se encuentran dentro o fuera de un área específica. Para esta tarea se tenía que incluir decenas de millones de coordinadas en diferentes áreas de pesca, áreas legales, etc. De esta manera, empleó un teorema de integración de contorno complejo, que sirvió para determinar la ubicación de un punto dentro de un área determinada. Al integrar la función f(z) = 1/(z-a) alrededor de una ruta determinada, se obtenía 2π si el punto a estaba dentro del contorno y cero, si estaba fuera. Mayores cálculos sirvieron para transformar el integral de contorno en una suma de funciones de arco. Algoritmos pares de ultra alta velocidad se emplearon en procesadores Motorola 68K y Risk.

En 2005 el sistema fue adaptado al sistema cartográfico y de navegación MaxSea. Las aplicaciones de este trabajo cubren la protección de costas, áreas de riesgo, límites de zonas de pesca, etc. El sistema fue presentado a la Guardia Costera Islandesa, unidades de rescate y autoridades de tráfico aéreo.
En 1998 trabajó en un detector de fuentes magnéticas subterráneas en material homogéneo. Este proyecto fue un intento de recuperar los restos de un carguero neerlandés que transportaba oro y diamantes y que se hundió en la costa sur de Islandia en el siglo XVII. Guðlaugur diseñó un sensor SQUID (Dispositivo Superconductor Quantum Interferómetro, por sus siglas en inglés) para detectar la presencia de débiles fluctuaciones magnéticas y gravitacionales en terrenos arenosos. El proyecto quedó en espera de recaudar los fondos necesarios.

### Investigaciones, ensayos científicos y trabajos
En 1984 realizó un estudio sobre las formas de contrarrestar la contaminación electromagnética de las edificaciones. Este problema lo descubrió cuando se encontraba trabajando con equipos de audio y video; estos presentaban fallas y la calidad de las grabaciones no eran buenas debido a la ubicación y mala construcción de las instalaciones. En este trabajo, único en la época, llegó a cuatro conclusiones que a rasgos generales podrían definirse de la siguiente manera: 1). Los equipos electrónicos pueden fallar si están expuestos a una contaminación electromagnética muy intensa, 2). Los humanos también se ven afectados bajo las mismas circunstancias, 3). Los animales también son propensos a enfermarse si son expuestos a estas condiciones, y 4). Los insectos y las formas de vida primitivas no parecen ser afectados por campos magnéticos intensos.

Recientemente estos temas han tomado gran importancia a nivel mundial, sobre todo por la controversia de los efectos de la telefonía celular, y las elevadas tasas de enfermos de cáncer (principalmente niños y ancianos) registradas en zonas donde existen líneas de alta tensión. Este trabajo lo llevó a prestar sus servicios a Orkulausnir, empresa fundada por su colega y amigo Brynjólfur Snorrason y más tarde se unió a Helgi Geirharðsson, fundador de Eco-Electrics á Íslandi, junto a Bogi Pálsson como inversionista.

En este campo de investigación también trabajó en el aislamiento de interferencias en los equipos de estudios de grabación
En 1988, mientras trabajaba como profesor de ciencias para la Universidad de Islandia, publicó sus propios libros de texto, el primero fue Mathematical Reference Manual (Manual de Referencia Matemática) y en 1990, escribió su equivalente para física: Physical Reference Manual. Ambas publicaciones estaban destinadas a estudiantes preuniversitarios y universitarios.
Hacia principios de los ‘90 trabajó con módems multiplexores, rastreadores GPS de barcos, transferencia de datos entre barcos con equipos incompatibles, sistemas de comunicación submarina, software para el control de pesca, mapas de superficie de lecho marino en 3D, etc.
En 1999 presentó un trabajo titulado The Physics of Action: Addressing Thermomagnetism, Nuclear Structure and Gravitation (La Física de la Acción: Examen del Termomagnetismo, Estructura Nuclear y Gravitación), que después de haber sido presentado en variadas instituciones y en la Universidad de Islandia fue publicado en 2001. En este trabajo, se explaya sobre los estados de la materia, teniendo en cuenta que en términos eléctricos, los estados se definen como ion-sólido, ion-líquido, plasma y fotones, y explora las consideraciones gravitacionales desde el punto de vista de la teoría gravitacional newtoniana en comparación con la Teoría de la Relatividad Especial. Por otro lado, explica cómo se producen fenómenos térmicos, eléctricos, magnéticos, ópticos, acústicos, nucleares, estructurales y gravitacionales en los cambios de estado de la materia. Con respecto al fenómeno de luz atrapada, lo relaciona con el radio de Hubble, la frontera que define al Universo visible teniendo en cuenta a la Teoría del Universo en Expansión en la que las galaxias se alejan de nosotros a velocidades cada vez mayores a medida que aumenta la distancia; de esta forma, en el radio de Hubble las galaxias se estarían alejando a la velocidad de la luz.
El trabajo de Guðlaugur también se centra en la termoelectricidad como medio de resolver los problemas de dotación de recursos energéticos en Islandia. Hacia 1999 junto a Pétur Pétursson y Reynir Arngrímsson crearon a Varmaraf, una compañía cuyo objetivo es el de impulsar este tipo de energía como una forma posible para la generación de electricidad a partir de fuentes geotermales y con exceso de calor, aprovechando la ventajosa situación de Islandia (véase geología de Islandia). Los tres fundadores poseían un tercio de las acciones de la compañía hasta que el grupo se amplió con la entrada del Dr. Þorsteinn Sigfusson en 2000 balanceando a un cuarto por miembro la distribución de acciones. La junta directiva se expandió con la entrada de Japan Steel Works Ltd. en 2003.

Las actividades de Varmaraf se expanden a la construcción de intercambiadores de calor y dispositivos para el almacenamiento de hidrógeno cuyas ventajas tienen aplicaciones en varias áreas de la tecnología.
En 2000 trabajó sobre varios escritos, como The Accumulated Extraction (La Extracción Acumulada), Optimising Electrical Connections for Hot and Cold Terminals (Optimización de Conexiones Eléctricas para Terminales Calientes y Frías), A Relativistic Thermoelectromagnetic Theory (Una Teoría Termoelectromagnética Relativista), trabajo que le valió una invitación al Jet Propulsion Laboratory, de la NASA y que fue publicado por el Institute of Electrical and Electronics Engineers (IEEE) en 2003.

En 2002 presentó el trabajo titulado The Ladder Hypothesis (La Hipótesis de la Escalera) y en 2003 IEEE publica uno de sus trabajos, A Ladder Thermoelectric Parallelepiped Generator (Un Generador Escalonado de Conductos Paralelos).
En 2002 trabajó junto a Þorgeir Jónsson y David A. Hubbell en un proyecto de dos años financiado por el Consejo de Investigación para la Seguridad Vial (RANNUN, por sus siglas en islandés) para la producción termoeléctrica en estructuras viales. Estados Unidos, Italia e Islandia fueron los países en donde estudiaron perfiles de temperatura en carreteras, realizándose mediciones superficiales y a una profundidad de un metro. La importancia de este estudio es que se puede utilizar la termoelectricidad para iluminar señales de tráfico y otras estructuras viales en la noche. De este estudio se publicaron tres informes y patentaron un sistema de lámpara LED iluminada por administración de calor termoeléctrico, de gran utilidad para dispositivos LED de alto flujo, incluyendo luces de tránsito, señales de emergencia, y pistas de aeropuertos, entre otras aplicaciones.
Otros trabajos son: Factoring Cubic Polynomials for Circuit Theorists (Factoreo de Polinomios de Tercer Grado para Teóricos de Circuitos), Orka, Varmi & Vinna (Energía, Calor & Trabajo), Light as the 5th State of Matter and the Limitation of its Transport Capability (La Luz como el 5º Estado de la Materia y la Limitación de su Capacidad de Transporte), Hreyfing Massa í Þyngdarsviði Newtons (Órbitas de Masas Puntuales en Campos Gravitacionales Newtonianos), On the Binary Nature of Triad Structures in Subatomic Entities (Sobre la Naturaleza Binaria de las Estructuras Tríadas en las Entidades Subatómicas).

## Carrera musical
Steinblóm (Flores de Piedra) por el año 1969, fue el primer grupo. Se trataba de un trío formado por Guðlaugur en guitarra eléctrica y acústica, Haraldur Johannessen en guitarra acústica y Gunnar Magnússon en bajo acústico.

Steinblóm interpretaba versiones en estilo punk de artistas consagrados como Bob Dylan y su equivalente británico Donovan, además de interpretar algunas canciones originales escritas por el mismo Guðlaugur y algunas canciones folk. En aquel momento se encontraba experimentando con guitarras electroacústicas caseras y amplificadores. Steinblóm dio algunas presentaciones en Reikiavik y alrededores, pero el fin de la banda llegó rápido cuando Guðlaugur se mudó a Laugarvatn para asistir a la preparatoria.
La siguiente banda fue Lótus (Loto), creada en la Preparatoria de Laugarvatn. El grupo surgió en 1972, y estuvo activo en los años 1974 y 1975 llegando a tocar por toda Islandia en 1974 cuando el país cumplió 1100 años de su creación (874). Lótus era una banda básicamente de rock integrada por Guðlaugur y Guðjón Sigurbjörnsson en guitarra eléctrica, Böðvar Helgi Guðmundsson en el bajo eléctrico, Guðmann Þorvaldsson en batería, y el vocalista Sigurður Pálsson.

La música de Lótus era del estilo de jazz-rock como el de Dave Brubeck y algunas canciones originales escritas por Guðlaugur, que incluso realizó arreglos a temas de Mozart y Beethoven orientados a un estilo rock. Al igual que su primer grupo, esta banda no produjo lanzamientos oficiales, pero sí hicieron algunas grabaciones de dos pistas, aunque actualmente se creen perdidas.

Los integrantes de Lótus se separaron en 1975 cuando Guðlaugur regresó a Reikiavik para estudiar en la División Politécnica de la Universidad de Islandia.
En 1977, cuando se encontraba en la Universidad se unió a Sextettinn (Sexteto), junto al guitarrista Sveinbjörn Baldvinsson, el bajista Gunnar Hrafnsson, la vocalista Kristín Jóhannsdóttir, el saxofonista Stefán S. Stefánsson y finalmente Guðjón Hilmarsson en batería. La música de Sextettinn eran canciones originales de estilos tan variados como el country-rock, pop-rock y pop-jazz. Este grupo constituyó un importante núcleo de la escritura de canciones originales y creativas.
Sextettinn dio varias presentaciones en toda Islandia y también tuvo una aparición en la televisión local, sin embargo, Guðlaugur estuvo poco tiempo, ya que se retiró debido a los demandantes estudios en la Universidad. Los restantes miembros de la banda siguieron bajo un nombre diferente: Ljósin í Bænum, (Las Luces en La Ciudad) y lanzaron un álbum todavía popular en Islandia.
Brevemente a Sextettinn, Guðlaugur fue invitado a un grupo llamado Galdrakarlar & Wilma Reading (Los Magos & Wilma Reading) en el verano boreal de 1977. Esta banda fue muy importante y consistía de cobres, teclados, guitarras, bajos y batería. El grupo dio una gira en Islandia con cerca de 30 conciertos. El miembro más destacado del grupo era la vocalista Wilma Reading, una cantante y actriz estadounidense con raíces en Broadway y Hollywood.

El estilo del grupo era de musicales orientados principalmente al jazz con influencias de George Gershwin, Louis Armstrong, Oscar Hammerstein II y Duke Ellington.

Los integrantes del grupo, además de Guðlaugur y Wilma Reading, eran: Birgir Einarsson en trompeta, Hlöðver Smári Haraldsson en teclados, Hreiðar Sigurjónsson en clarinete y saxo barítono, Pétur Hjálmarsson en bajo eléctrico, Sófus Jón Björnsson en batería, y Stefán S. Stefánsson en saxo soprano y flauta.

### Þeyr trasciende las fronteras
A continuación, en enero de 1981 integra Þeyr, una banda de new wave en la que ocupó la posición de guitarrista junto Þorsteinn Magnússon, con Hilmar Örn Agnarsson en el bajo eléctrico, el vocalista Magnús Guðmundsson y Sigtryggur Baldursson en batería.
El primer concierto con Þeyr tuvo lugar el 28 de enero en el Hótel Saga. Þeyr era una banda muy sofisticada con una profunda inspiración filosófica y física: todos sus miembros eran para entonces intelectuales en la música, ciencias, filosofía, religión e incluso magia. “Estábamos buscando una especie de ‘Teoría del Todo’ la cual uniría a todas las disciplinas conocidas de la humanidad en una estructura coherente de sabiduría. La religión de un hombre es la magia en otro, la ciencia de un hombre es la religión en otro, etc. El sólo hecho de que estemos aquí en la Tierra es tanto mágico como religioso -además de científico y filosófico. Estábamos interesados en la sabiduría nórdica antigua (antes del año 800 d.C.) además de la alquimia de la Edad Media, como así también en los inicios de la era galileana/newtoniana hasta la presente era de Einstein/Heisenberg.”
Para este período, Guðlaugur se sentía musicalmente influenciado por Ígor Fiódorovich Stravinski, Aleksandr Skriabin, Joy Division, Holger Czukay, Birthday Party, Siouxie & the Banshees, Nina Hagen, David Byrne, Yes, Genesis, Grateful Dead, y John McLaughlin.
Hacia la primavera de 1981 el primer sencillo está en las calles; se trata de Life Transmission, el cual contiene la canción título que fue la primera interpretada en inglés. Hacia el otoño sacan a Iður til Fóta, un sencillo de cuatro canciones y en la versión casete incluye a "Brennu-Njálssaga", la banda sonora de la película dirigida por Friðrik Þór Friðriksson sobre la Saga de Njál.
Más tarde sale un álbum titulado Mjötviður Mær, en el que se destacan canciones como "Iss", "Þeir" y "2999" que pueden ser consideradas como intentos de crear un estilo de pop futurístico gracias a la ayuda de distorsiones de voz, teclados y ritmos adicionales. La canción “Úlfur” se destaca además por contener un estilo de voz más enfadada convirtiéndola en una de las mejores de este trabajo. También se destacan la instrumental “Mjötviður” y “Rúdolf”, una canción de enfado roquero antifascista.

En 1982 salió el último álbum de Þeyr: As Above.... Este trabajo contiene versiones en inglés de los éxitos del grupo. Una canción que se destaca del resto es “Killer Boogie”, debido a que es considerada como un intento de lograr trascendencia internacional. También en 1982 participan de un recital del cual se grabó un disco en vivo llamado Rokk í Reykjavík (“Rock en Reikiavik”) con todas las bandas islandesas importantes en ese momento en las que se destacaban Purrkur Pillnikk y Tappi Tíkarrass. Þeyr participó con dos canciones: “Killer Boogie” y “Rúdolf”. También en el mismo año lanzan el controvertido EP The Fourth Reich, con un mayor uso de percusión y esfuerzos rítmicos que en trabajos anteriores, destacándose en este sentido la canción “Zen” y “Blood” con una orientación hacia el rock mucho más profunda.
Hacia 1982, Jaz Coleman, el líder de Killing Joke, se mudó a Islandia como consecuencia de su temor de que el fin del mundo se avecinaba. Una vez allí realizó colaboraciones musicales con diferentes bandas, pero sobre todo con Þeyr llegando a formar un grupo originalmente llamado Iceland, pero más tarde denominado Niceland por Guðlaugur. Si bien este grupo estaba formado por Coleman y los integrantes de Þeyr, no contó con Þorsteinn Magnússon, el otro guitarrista del grupo.

Después de ensayar por semanas, Niceland se preparó para grabar 5 canciones en 1983, de las cuales dos no se completaron; las tres canciones terminadas fueron: “Guess Again”, “Catalyst” y “Take What’s Mine”. Estas nunca fueron lanzadas oficialmente y permanecen como inéditas hasta el presente.
En 1983 Þeyr lanzó un EP titulado Lunaire, y en junio del mismo año se separan.

El único registro físico de la existencia de Þeyr fueron sus discos de vinilos. En 2001, junto a familiares y amigos, reunieron fondos para la edición de mezclas inéditas redescubiertas de Iður til Fóta y Mjötviður Mær, por lo que el nuevo CD pasó a llamarse Mjötviður til Fóta y es el único disco de Þeyr actualmente disponible. La razón por la que los restantes discos de vinilos no fueron reeditados es que las grabaciones originales se creen perdidas.

### KUKL y The Elgar Sisters: un paso a la experimentación
Después de Þeyr en agosto de 1983, Guðlaugur y Sigtryggur se unieron a Einar Örn Benediktsson de Purrkur Pillnikk, Einar Arnaldur Melax de Medúsa, Björk Guðmundsdóttir de Tappi Tíkarrass y Birgir Mogensen de Spilafífl, cuando Ásmundur Jónsson de la discográfica Gramm (la más importante de Islandia en ese momento) quería formar una banda con todos los artistas más vanguardistas del momento para la despedida del programa de radio Áfangar que había sido cancelado. Después de componer y ensayar por dos semanas se presentaron con el nombre de KUKL (Hechicero).

Aunque el estilo de KUKL era de un tipo de rock gótico oscuro con el estilo de Killing Joke y referencias vanguardistas del post-punk de The Fall, fue definido más tarde por Björk como “jazz-punk-hardcore existencial”. KUKL tiene ricas composiciones con una estructura tonal muy avanzada. “Teníamos más en común con Stravinski y Skriabin que con los Sex Pistols. Estábamos más allá de las políticas del pensamiento hippie, rock o punk. Éramos guiados por nuestros propios descubrimientos musicales y nuestro deseo creativo.”
Los integrantes de KUKL estaban más allá de la política de la ideología hippie, rock o punk, ya que eran guiados por sus propios descubrimientos musicales y necesidad creativa con la premisa de “tómalo o déjalo”.

Mientras hacían una gira en Islandia se presentaron con el grupo anarquista Crass, y posteriormente visitaron el Reino Unido en una serie de presentaciones con Flux of Pinks Indians.
El primer lanzamiento fue el sencillo Söngull en 1983, y es una versión de la canción “Dismembered” correspondiente al siguiente álbum The Eye que fue lanzado en 1984. Con respecto a este álbum, la revista Sounds le dio 5 estrellas (excelente) por expandir el estilo de música impuesto por la discográfica Crass. Con metales desvanecidos, tonadas de rock desgarradas y las inflexiones vocales de “Assasin” se muestra la esencia del álbum. Se destacan además, canciones como “The Spire” con frases centrales contrapuestas a las estrofas de fondo y la canción “Anna” creadora de un ambiente amenazante.
Para el 14 de septiembre del mismo año, KUKL da un recital en El Dorado, París, del que sacan un casete editado por el sello francés V.I.S.A. bajo el título de KUKL à Paris 14.9.84. A este lanzamiento le siguió Holidays in Europe (The Naughty Nought) en 1986, y fue lanzado también a través de Crass Records. Este disco es mucho más complejo que el anterior y en él se remplazaron los instrumentos de vientos por teclados. Canciones que se destacan en este trabajo son “A Mutual Thrill” con una mezcla exquisita de pop y un estilo post-indie experimental. La canción “Zro”, contó con Jamil Sairah como vocalista adicional y una mezcla de instrumentos de viento, teclados y trompetas muy elaborada, y en canciones como "Latent" y "Vials of Wrath" Björk y Einar Örn representan a una pareja peleando.

Para ese momento el guitarrista de Medúsa Þór Eldon Jónsson había estado saliendo con Björk, quien estaba embarazada, por lo que KUKL se convirtió en una tarea muy intensa. La banda se separa cuando Einar Örn, que estaba estudiando en Londres, regresa a Islandia en el verano boreal de 1986 y junto a varios miembros de KUKL dieron lugar a la formación de The Sugarcubes. Guðlaugur y Birgir fueron los únicos miembros en no seguir con el nuevo emprendimiento.
The Elgar Sisters fue un grupo creado por Guðlaugur y Björk que coexistió junto a KUKL, aunque su duración fue algo mayor. El grupo, pese a no haber lanzado ningún álbum al mercado, logró la grabación de 11 canciones entre 1984 y 1986. Guðlaugur Óttarsson no solo estuvo a cargo de la guitarra eléctrica y acústica, sino que además se encargó de la composición de la mayor parte de las canciones. Björk además de vocalista, compuso tres canciones. Por este motivo, The Elgar Sisters puede ser considerado como un proyecto a dúo entre ambos.

En el grupo además, participaron otros artistas: Birgir Mogensen en bajo eléctrico, Einar Melax en teclados, HÖH en teclados y batería sintética, Sigtryggur Baldursson en batería y percusión, y Þorsteinn Magnússon en guitarra eléctrica.

Solo tres canciones grabadas durante el período de The Elgar Sisters salieron a la luz a través de diferentes lanzamientos de la carrera solista de Björk, y otras más aparecerían mucho tiempo más tarde en el primer álbum solista de Guðlaugur.

### Otros proyectos musicales
Hættuleg Hljómsveit: “La Orquesta Peligrosa”, fue un grupo en el que participó junto a Magnús Þór Jónsson (Megas), Björk, Birgir Baldursson, y Haraldur Þorsteinsson. El grupo, activo entre 1990 y 1991, era la continuación del álbum Hættuleg Hljómsveit & Glæpakvendið Stella (“La Orquesta Peligrosa y la Asesina Stella”) lanzado por Megas en 1990. El grupo dio varios conciertos al sudoeste de Islandia, a las afueras de Reikiavik, y luego en zonas rurales del norte de Islandia, pero para ese momento Björk ya no formaba parte del proyecto. Hættuleg Hljómsveit no lanzó ningún disco.
MÖK Trio: junto al bajista Tómas Magnús Tómasson (más conocido por su trabajo en Stuðmenn) y Hilmar Örn Hilmarsson. De hecho, el nombre del grupo proviene de las iniciales correspondientes al segundo nombre de cada miembro. La primera presentación de este grupo fue aproximadamente en 1992. MÖK Trio no tocaba con regularidad y nunca llegaron a grabar un disco. La última presentación fue en agosto de 2001 en Galdrahátíðin á Ströndum, Reikiavik.
INRI: fue un proyecto de Magnús Jensson con el que ha trabajado extensamente realizando diferentes presentaciones en Islandia en períodos no regulares desde 1993. Algunas canciones fueron grabadas en 1995.
GVDL: fue un grupo creado en 2001 junto a Hilmar Örn Hilmarsson y el bajista Georg Bjarnason para la llegada a Islandia de la banda estadounidense Fuck. De hecho, las siglas de GVDL corresponden a las de Fuck desplazadas un lugar. El grupo tuvo una única presentación que tuvo lugar en Kaffi Reykjavík.

### Colaboraciones
Colaboraciones con Psychic TV: en 1984 participó de Those Who Do Not, álbum de Psychic TV, el grupo inglés liderado por Genesis P-Orridge, y con la producción de Hilmar Örn Hilmarsson. Para su grabación, Guðlaugur puso en funcionamiento uno de sus inventos, el P-Orridgemetro (del inglés P-Orridgemeter), un dispositivo que podía ser programado dentro de cualquier pulso o frecuencia dada y ser accionado por estos para producir una estructura y patrón idéntico para otro sonido sampleado. Por este medio, las muestras digitales o sonido eran "tocados" por individuos que no estaban presentes en el sentido espacio-temporal. Por ejemplo, un vocalista podía activar el sonido de campanas. Esto podría ser grabado en un patrón idéntico y entonces la voz era eliminada. Por eso, esta música era grabada en dos lugares al mismo tiempo por músicos que nunca tocaron juntos.

Más tarde, en 1987 este trabajo vuelve a ser reeditado en el álbum Live in Reykjavik que salió a través de Temple Records, la discográfica de P-Orridge.
Colaboraciones con Megas: Guðlaugur ha contribuido en varios álbumes de Megas, el padre del rock islandés, como guitarrista, arreglador y compositor. Su primera colaboración fue en 1987 para el álbum Loftmynd y en 1988 sigue con Höfuðlausnir, un álbum que contó con la colaboración adicional de Björk y Rose McDowell como vocalsitas de fondo.

Para 1990, agrega guitarras en Hættuleg Hljómsveit & Glæpakvendið Stella, un álbum integrado por 19 canciones, y en el que también participan los Sugarcubes.

En 1992 aparece en Þrír Blóðdropar, con la participación adicional de Bubbi Morthens, Móheiður Júníusdóttir y el baterista Sigtryggur Baldursson. En 1994 aparece en otro álbum titulado Drög að Upprisu.
En 2002 su trabajo vuelve a aparecer en un compilado de Megas titulado Megas 1972-2002 y también el mismo año aparece acompañando a Megas con la canción “Edge and Over” en Fálkar, banda sonora de Falcons, una película dirigida por el aclamado Friðrik Þór Friðriksson.
Colaboraciones con Bubbi Morthens: en 1989 colabora con Bubbi Morthens, para la grabación del álbum Nóttin Langa, un disco integrado por 10 canciones. Parte de este trabajo vuelve a aparecer en el compilado de 1999 titulado Sögur 1980-1990.
Apariciones con Björk: en agosto de 1993 sale al mercado Venus as a Boy, sencillo de Björk, en el que aparece en la segunda versión del disco con la canción “Stígðu Mig” perteneciente a The Elgar Sisters. En noviembre del mismo año sale Big Time Sensuality en el que Óttarsson aparece con la canción “Síðasta Ég”, también de The Elgar Sisters. Este lanzamiento contiene además otra canción del grupo: “Glóra”, pero es una canción instrumental de flauta interpretada por Björk.

El 4 de noviembre de 2002 sale la caja de CD Family Tree. En este lanzamiento especial aparecen dos canciones que contaron con la participación de Guðlaugur: “Síðasta Ég” y la canción “Fuglar”, (más conocida como “Seagull”), perteneciente a The Eye, álbum de KUKL.
Colaboraciones y apariciones con otros artistas: en 1987 contribuye en el disco de rock gótico/industrial Crowleymass, de Current 93, grupo liderado por David Tibet (ex Psychic TV), con la colaboración de HÖH, en ese momento en el grupo Nyarlathotep's Idiot Flute Players. Crowleymass fue un sencillo editado por la discográfica Maldoror con una cantidad limitada a 2.000 copias en el Reino Unido.

En 1990 grabó Crusher of Bones, del grupo Reptilicus que contaba con la presencia de HÖH, el coproductor del álbum. Este álbum puede ser tomado como un ejemplo del género darkwave/industrial de principios de la década de 1990.

En 1994 trabajó con Neol Einsteiger para el álbum Heitur Vindur, y en 1995 aparece en el disco Kjöttromman de EXEM, grupo liderado por su excompañero de KUKL el tecladista Einar Melax, y el poeta Þorri Jóh. Kjöttromman, un disco de música experimental, fue el único lanzamiento del grupo y contenía 10 canciones en el que Guðlaugur solo interpretó una: “Eftirmáli og Ályktarnir”. Para 1998 tocó en Ull, de Súkkat, una banda formada por Hafþór y Gunnar Ólafsson.

En 2003 aparece en Roughness and Toughness, único lanzamiento del grupo de heavy metal Graveslime con Tim Green como productor. Se trata de un disco con gruesas capas de sonido con un enfoque más melódico. En esta ocasión solo participó agregando guitarras en la canción “American Sleeper”.

En hacia finales de 2005 participa tocando en 8 canciones del álbum Hús Datt, el álbum debut de Megasukk, una fusión de Megas y la banda Súkkat.

### Carrera solista
Después del período KUKL/Elgar Sisters, Guðlaugur ha dado un sinnúmero de conciertos en Islandia junto a varios artistas como así también presentado material de su propia composición.
Con un estilo de interpretación libre, y orientaciones a Frank Zappa, Duke Ellington, ha tocado en la televisión y radio nacional de Islandia compañía de otros músicos o simplemente en solos de guitarra. En 2002 lanzó un álbum titulado Alone with Guitar formado por cinco arreglos a piezas de Bach, este álbum fue seguido de otro, de edición limitada el cual contenía algunas canciones de los Elgar Sisters además de algunas actuaciones en vivo.
El 23 de octubre de 2004 fue convocado para componer una canción para el campanario de Hallgrímskirkja (la mayor iglesia de Islandia), especialmente interpretada por el organista durante el Icelandic Airwaves Festival.

Además ha contribuido a la música progresiva gracias a arreglos en trabajos como Suite N.º 3 y Tocata en Fuga en Re menor, ambas de Bach además de otras obras de Dizzy Gillespie y Charles Mingus, entre otros.
El 9 de diciembre de 2005 lanzó su primer disco solista con el nombre de Dense Time. Se trata de un repaso sobre su carrera musical y el trabajo con varios músicos islandeses como Björk, Megas, Agnar Wilhelm Agnarsson, Ragnhildur Gísladóttir, el cantante de ópera y padrastro de Guðlaugur Guðmundur Jónsson y Magnús Guðmunsson, entre otros. Producido por él mismo junto a Arni Guðjónsson, líder de la banda Leaves y el guitarrista Guðmundur Pétursson.
Guðlaugur Kristinn Óttarsson está casado con Valborg Elisabet Kristjánsdóttir y tiene dos hijas: Ellen Svava (1973) y Hera Þöll Guðlaugsdóttir (1981).

## Discografía

### Primeras bandas
Steinblóm (1969)

- Sin lanzamientos oficiales.

Lótus (1973-1975)

- Sin lanzamientos oficiales - algunas grabaciones, pero se creen perdidas.

Sextettinn (1977)

- Sin lanzamientos oficiales.

Galdrakarlar & Wilma Reading (verano boreal de 1977)

- Sin lanzamientos oficiales - guitarrista invitado.

### Discografía con Þeyr (1981-1983)
Álbumes:
- 1981 - Mjötviður Mær (Eskvímó)
- 1982 - As Above... (Shout)
- 2001 - Mjötviður til Fóta (Esquimaux Management), compilado.

Singles / EP:
- 1981 - Iður til Fóta (Eskvímó)
- 1981 - Life Transmission (Fálkinn/Eskvímó)
- 1982 - The Fourth Reich (Mjöt)
- 1983 - Lunaire (Gramm)

Apariciones:
- 1981 - Brennu-Njálssaga (Íslenska Kvikmyndasamsteypan), banda sonora de la película dirigida por Friðrik Þór Friðriksson.
- 1981 - Northern Lights Playhouse (Fálkinn), compilado.
- 1982 - Rokk í Reykjavík (Hugrenningur), banda sonora del documental dirigido por Friðrik Þór Friðriksson.
- 1987 - Geyser - Anthology of the Icelandic Independent Music Scene of the Eighties (Enigma Records), compilado.
- 1996 - Cold Fever (Iceland Film Corporation), banda sonora de la película dirigida por Friðrik Þór Friðriksson.
- 1998 - Nælur (Spor), compilado.

Video clips:
- 1983 - Blood

Apariciones en filmes:
- 1982 - Rokk í Reykjavík (Íslenska Kvikmyndasamsteypan), documental dirigido por Friðrik Þór Friðriksson.

### Niceland (1983)
- Sin lanzamientos oficiales En 1983 grabaron tres canciones: “Guess Again”, “Catalyst” y “Take What’s Mine”.

### Killing Joke(1983)
- Sin lanzamientos oficiales con ellos.

### Discografía de KUKL (1983-1986)
Single:

- 1983 - Söngull (Gramm)

Álbumes:

- 1984 - The Eye (Crass Records)
- 1985 - KUKL à Paris 14.9.84 (V.I.S.A.)
- 1986 - Holidays in Europe (The Naughty Nought) (Crass Records)

Apariciones y colaboraciones:

- 1984 - V.I.S.A. Présente (Bondage Records/V.I.S.A.), Compilado europeo.
- 1987 - Geyser - Anthology of the Icelandic Independent Music Scene of the Eighties (Enigma Records), compilado.
- 2002 - Family Tree (One Little Indian), caja de CD de Björk.

### MEGAKUKL (1985)
- Sin lanzamientos oficiales: Megas y KUKL grabaron cerca de 20 canciones en un recital, pero las mismas nunca fueron editadas.

### The Elgar Sisters (1984-1986)
- Sin lanzamientos oficiales - de 11 canciones grabadas, solo tres fueron lanzadas en la carrera solista de Björk. (véase la sección de colaboraciones y apariciones) y otras más salieron en el disco solista de Guðlaugur (véase la sección de carrera solista).

Hættuleg Hljómsveit (1990-1991):

- Sin lanzamientos oficiales - grabaron algunas canciones en una presentación en Pulsinn.

MÖK Trio (1992-2001):

- Sin lanzamientos oficiales - grabaron algunas canciones en agosto de 2001 durante un concierto en Galdrahátíðin á Ströndum.

INRI (1993-2004):

- Sin lanzamientos oficiales - grabaron algunas canciones en 1995.

GVDL (2001):

- Sin lanzamientos oficiales

### Carrera solista
- 2002 - Alone with Guitar (RÚV-Rás 2)
- 2002 - Misc. Music (Pronil Holdings)
- 2005 - Dense Time (Pronil Holdings)

### Colaboraciones y apariciones de Guðlaugur Kristinn Óttarsson
- 1984 - Those Who Do Not (Gramm), álbum de Psychic TV.
- 1987 - Live in Reykjavik (Temple Records), álbum de Psychic TV.
- 1987 - Loftmynd (Gramm), álbum de Megas.
- 1987 - Crowleymass (Maldoror), sencillo de Current 93.
- 1988 - Höfuðlausnir (Gramm), álbum de Megas.
- 1989 - Nóttin Langa (Geisli), álbum de Bubbi Morthens.
- 1990 - Hættuleg Hljómsveit & Glæpakvendið Stella (Megas), álbum de Megas.
- 1990 - Crusher of Bones (8 Product), álbum de Reptilicus.
- 1992 - Þrír Blóðdropar (Skífan), álbum de Megas.
- 1993 - Venus as a Boy (One Little Indian), [segundo CD], sencillo del álbum Debut de Björk.
- 1993 - Big Time Sensuality (One Little Indian), sencillo del álbum Debut de Björk.
- 1994 - Debut Box Set - The CD Singles Collection from Debut (One Little Indian), caja de singles de Björk.
- 1994 - Drög að Upprisu (Japis), álbum de Megas y Nýdönsk.
- 1994 - Heitur Vindur (Minningarsjóður Pétur Inga Þorgilssonar), álbum de Neol Einsteiger.
- 1995 - Kjöttromman (Bad Taste), álbum de EXEM.
- 1998 - Ull (Súkkat), álbum de Súkkat.
- 1999 - Sögur 1980-1990 (Íslenskir Tónar), grandes éxitos de Bubbi Morthens.
- 2001 - Haugbrot (Ómi), álbum de Megas.
- 2001 - Far... Þinn Veg (Ómi), álbum de Megas.
- 2002 - Megas (???), compilado de Megas.
- 2002 - Megas 1972-2002 (Skífan), compilado de Megas.
- 2002 - Family Tree (One Little Indian), caja de CD de Björk.
- 2002 - Fálkar (Smekkleysa), banda sonora de Falcons, un film dirigido por Friðrik Þór Friðriksson.
- 2003 - Roughness and Toughness (GS-Dolphins), álbum de Graveslime.
- 2005 - Hús Datt (Smekkleysa), álbum de Megasukk.

## Inventos
- 1973 - Matriz múltiplex para efectos de guitarra.
- 1976 - Televisión multipantalla.
- 1981 - Realzamiento de sonido para salas de conciertos.
- 1981 - Scriabin.
- 1982 - Multiplexor de audio.
- 1984 - Desmantelador inteligente para procesadores de 68 K.
- 1985 - P-Orridgemetro.
- 1986 - Traducción de consola multilingüe.
- 1986 - Cargador de batería alcalina.
- 1989 - Mesa de calor al vacío para la restauración de pinturas al óleo.
- 1989 - Mark - indicador espacial para bateristas en vivo.
- 1993 - Módem multiplexor.
- 1993 - Representación de coordinadas geométricas con palabras enteras de tamaño de bits limitado.
- 1996 - Sistema de predicción de captura para la industria pesquera.
- 1996 - Transmisor acústico submarino.
- 1996 - Algoritmo de alta velocidad para la discriminación topológica en sistemas cartográficos electrónicos.
- 1997 - Desarmador inteligente para procesadores 80X.
- 1998 - Detector de Fuentes magnéticas subterráneas en material homogéneo.
- 2000 - Generador geotermoeléctrico de alta frecuencia.
- 2000 - Generador heliotermoeléctrico de alta frecuencia.
- 2001 - Extractor de electrones termoeléctrico para la generación de energía termoeléctrica.
- 2002 - Sistema de enfriamiento para componentes optoeléctricos.
- 2003 - Lámpara LED iluminada por administración de calor termoeléctrico.
- 2005 - Inductor torus térmicamente óptimo.

## Publicaciones para la Universidad de Islandia
- 1988 - Mathematical Reference Manual
- 1990 - Physical Reference Manual

## Escritos científicos
Disponibles en formato PDF.

- 1999 - The Physics of Action: Addressing Thermomagnetism, Nuclear Structure and Gravitation (Apéndice: Particles)
- 1999 - Physical Tables for Momentum, Mass, Frequency & Wavelength Transformation
- 1999 - The GKÓ Model of the Subatomic Universe
- 2000 - Accumulated Extraction
- 2000 - Optimizing Electrical Connections for Hot and Cold Terminals
- 2000 - Relativistic Thermoelectromagnetism
- 2001 - A Ladder Thermoelectric Parallelepiped Generator
- 2002 - The Ladder Hypothesis
- 2003 - Sjálfbær Upplýst Umferðarskilti með Endurskini
- 2003 - Factoring Cubic Polynomials
- 2004 - Orka, Varmi & Vinna
- 2005 - Hreyfing Massa í Þyngdarsviði Newtons
- 2005 - On the Binary Nature of Triad Structures in Subatomic Entities
- 2005 - EMNG-02-photors (enlace roto disponible en Internet Archive; véase el historial, la primera versión y la última).. Escritos de The Physics of Action, EMNG 1999-2005.
- 2005 - Modified Riemann-Zeta Power Series - for Simple and Fast Calculation of the Trigonometric Functions
- 2005 - Mass as Twisted Vacuum
- 2005 - Alphabet Music Scales
- 2005 - Light as the 5th State of Matter and the Limitation of its Transport Capability (próximamente).

## Presentaciones / conferencias
- 2000 - International Conference on Thermoelectricity. Cardiff, Reino Unido.
- 2003 - International Conference on Thermoelectricity. Le Grand du Motte, Francia. 17-21 de agosto. A Ladder Thermoelectric Parallelepiped Generator.
- 2004 - Höfuðblóti LOKA. Kornhlöðuloftinu, Islandia, 2 de octubre. Gamalt Ljós á Nýjum Belgjum.